# Âm mũi ngạc mềm hữu thanh
Âm mũi ngạc mềm hữu thanh hay âm mũi vòm mềm hữu thanh là một phụ âm xuất hiện ở một số ngôn ngữ trên thế giới. Đây là âm ng trong ngắn tiếng Việt hay sing tiếng Anh. Ký hiệu để thể hiện âm này trong Bảng mẫu tự ngữ âm quốc tế là ⟨ŋ⟩, tương đương với ký hiệu N trong X-SAMPA. Ký hiệu ⟨ŋ⟩ trông hơi tương tự ⟨ɳ⟩ (âm mũi quặt lưỡi, với cái móc sau hướng về bên phải), và ⟨ɲ⟩ (âm mũi vòm, với cái móc trước hướng về bên trái).

## Xuất hiện
| Ngôn ngữ           | Ngôn ngữ                  | Từ                     | IPA           | Nghĩa                                    | Ghi chú                                                                                  |
| ------------------ | ------------------------- | ---------------------- | ------------- | ---------------------------------------- | ---------------------------------------------------------------------------------------- |
| Albania            | Albania                   | ngaqë                  | [ŋɡacə]       | 'vì'                                     |                                                                                          |
| Aleut              | Aleut                     | chaang                 | [tʃɑːŋ]       | 'năm' [số đếm]                           |                                                                                          |
| Armenia            | Đông                      | ընկեր/ënker            | [əŋˈkɛɾ]      | 'bạn'                                    | Tha âm của /n/                                                                           |
| Assam              | Assam                     | ৰং                      | [rɔŋ]         | 'màu'                                    |                                                                                          |
| Asturias           | Asturias                  | pación                 | [pa.ˈθjoŋ]    | 'đồng cỏ'                                |                                                                                          |
| Bambara            | Bambara                   | ŋonI                   | [ŋoni]        | 'guitar'                                 |                                                                                          |
| Basque             | Basque                    | hanka                  | [haŋka]       | 'cẳng chân'                              |                                                                                          |
| Bengal             | Bengal                    | রঙ                     | [rɔŋ]         | 'màu'                                    |                                                                                          |
| Bulgaria           | Bulgaria                  | тънко                  | [ˈtɤŋko]      | 'ốm'/'mỏng'                              |                                                                                          |
| Catalunya          | Catalunya                 | sang                   | [ˈsaŋ(k)]     | 'máu'                                    | Xem âm vị học tiếng Catalunya                                                            |
| Trung Quốc         | Quảng Đông                | 昂                     | [ŋɔːŋ˩]       | 'ngang ngạnh'                            | Xem âm vị học tiếng Quảng Đông                                                           |
| Trung Quốc         | Mân Đông                  | 疑                     | [ŋi]          | 'nghi [ngờ]'                             |                                                                                          |
| Trung Quốc         | Cám                       | 牙                     | [ŋa]          | 'răng'                                   |                                                                                          |
| Trung Quốc         | Khách Gia                 | 我                     | [ŋai]         | 'tôi'                                    |                                                                                          |
| Trung Quốc         | Quan Thoại                | 北京                   | [peɪ˨˩tɕiŋ˥]  | 'Bắc Kinh'                               | Xem âm vị học tiếng Quan Thoại                                                           |
| Trung Quốc         | Mân Bắc                   | 外                     | [ŋui]         | 'bên ngoài'                              |                                                                                          |
| Trung Quốc         | Mân Phủ Tiên              | 黃                     | [ŋ̍]           | 'vàng'                                   | Chỉ trong đối thoại thông thường.                                                        |
| Trung Quốc         | Mân Nam                   | 吳                     | [ŋɔ]          | '[nhà] Ngô'                              |                                                                                          |
| Trung Quốc         | Ngô                       | 五                     | [ŋ˩˧]         | 'năm' [số đếm]                           |                                                                                          |
| Trung Quốc         | Tương                     | 熬                     | [ŋau]         | 'nấu ăn'                                 |                                                                                          |
| Trung Quốc         | Một phương ngữ tiếng Tấn  | 我                     | [ŋie]         | 'tôi'                                    |                                                                                          |
| Chukchi            | Chukchi                   | ӈыроӄ                  | [ŋəɹoq]       | 'ba' [số đếm]                            |                                                                                          |
| Séc                | Séc                       | tank                   | [taŋk]        | 'xe tăng'                                | Xem âm vị học tiếng Séc                                                                  |
| Dinka              | Dinka                     | ŋa                     | [ŋa]          | 'ai'                                     |                                                                                          |
| Đan Mạch           | Đan Mạch                  | sang'                  | [sɑŋˀ]        | 'bài hát'                                | Xem âm vị học tiếng Đan Mạch                                                             |
| Hà Lan             | Hà Lan                    | angst                  | [ɑŋst]        | 'sợ hãi'                                 | Xem âm vị học tiếng Hà Lan                                                               |
| Anh                | Anh                       | sing                   | [sɪŋ]         | 'hát'                                    | Xem âm vị học tiếng Anh                                                                  |
| Faroe              | Faroe                     | ong                    | [ɔŋk]         | 'trảng cỏ'                               |                                                                                          |
| Fiji               | Fiji                      | gone                   | [ˈŋone]       | 'đứa trẻ'                                |                                                                                          |
| Filipino           | Filipino                  | ngayón                 | [ŋaˈjon]      | 'bây giờ'                                |                                                                                          |
| Phần Lan           | Phần Lan                  | kangas                 | [ˈkɑŋːɑs]     | 'quần áo'                                | Xem âm vị học tiếng Phần Lan                                                             |
| Pháp               | Pháp                      | camping                | [kampiŋ]      | 'cắm trại'                               | Chỉ xuất hiện trong từ mượn từ tiếng Anh và tiếng Trung Quốc. Xem âm vị học tiếng Pháp   |
| Galicia            | Galicia                   | unha                   | [ˈuŋa]        | 'một' (f.)                               |                                                                                          |
| Đức                | Đức                       | lang                   | [laŋ]         | 'dài'                                    | Xem âm vị học tiếng Đức chuẩn                                                            |
| Hy Lạp             | Hy Lạp                    | αποτυγχάνω/apotynchánō | [apo̞tiŋˈxano̞] | 'tôi thất bại'                           | Xem âm vị học tiếng Hy Lạp hiện đại                                                      |
| Hebrew             | chuẩn                     | אנגלית                 | [aŋɡˈlit]     | 'tiếng Anh'                              | Tha âm của /n/ trước âm tắc ngạc mềm. Xem âm vị học tiếng Hebrew hiện đại                |
| Hebrew             | Sephardi                  | עין                    | [ŋaˈjin]      | 'Ayin'                                   |                                                                                          |
| Hiligaynon         | Hiligaynon                | buang'                 | [bu'äŋ]       | 'điên'/'khùng'/'thần kinh không ổn định' |                                                                                          |
| Hindustan          | Hindi                     | रंग/रङ्ग/raṅg            | [rəŋɡ]        | 'màu'                                    | Xem âm vị học tiếng Hindi-Urdu                                                           |
| Hindustan          | Urdu                      | رن٘گ/raṅg               | [rəŋɡ]        | 'màu'                                    | Xem âm vị học tiếng Hindi-Urdu                                                           |
| Hindustan          | Hindi Fiji                | Rang                   | [rəŋɡ]        | 'màu'                                    | Xem âm vị học tiếng Hindi-Urdu                                                           |
| Hungary            | Hungary                   | ing                    | [iŋɡ]         | 'áo'                                     | Tha âm của /n/. Xem âm vị học tiếng Hungary                                              |
| Iceland            | Iceland                   | göng                   | [ˈkœy̯ŋk]      | 'đường hầm'                              | Xem âm vị học tiếng Iceland                                                              |
| Indonesia          | Indonesia                 | bangun                 | [bäŋʊn]       | 'thức dậy'                               |                                                                                          |
| Inuktitut          | Inuktitut                 | ᐴᙳᐆᖅ/puunnguuq         | [puːŋŋuːq]    | 'chó'                                    |                                                                                          |
| Inuvialuktun       | Inuvialuktun              | qamnguiyuaq            | [qamŋuijuaq]  | 'ngáy'                                   |                                                                                          |
| Ireland            | Ireland                   | a nglór                | [ˌə̃ ˈŋl̪ˠoːɾˠ] | 'giọng của họ'                           | Xem âm vị học tiếng Ireland                                                              |
| Ý                  | Ý                         | anche                  | [ˈaŋke]       | 'cũng'                                   | Xem âm vị học tiếng Ý                                                                    |
| Itelmen            | Itelmen                   | қниң                   | [qniŋ]        | 'một'                                    |                                                                                          |
| Nhật               | Nhật                      | 南極/nankyoku          | [naŋkʲokɯ]    | 'Nam Cực'                                | Xem âm vị học tiếng Nhật                                                                 |
| Kagayanen          | Kagayanen                 | manang                 | [manaŋ]       | 'chị gái'                                |                                                                                          |
| Kazakh             | Kazakh                    | мың / myń              | [məŋ]         | 'nghìn'                                  |                                                                                          |
| Kyrgyz             | Kyrgyz                    | миң'                   | [miŋ]         | 'nghìn'                                  |                                                                                          |
| Ket                | Ket                       | аяң'                   | [ajaŋ]        | 'chỉ trích'                              |                                                                                          |
| Triều Tiên         | Triều Tiên                | 방/bang                | [paŋ]         | 'phòng'                                  | Xem âm vị học tiếng Triều Tiên                                                           |
| Luxembourg         | Luxembourg                | keng                   | [kʰæŋ]        | 'không ai'                               | Xem âm vị học tiếng Luxembourg                                                           |
| Macedonia          | Macedonia                 | aнглиски               | [ˈaŋɡliski]   | 'tiếng Anh'                              | Đôi khi xuất hiện như một tha âm của /n/ trước /k/ và /ɡ/. Xem âm vị học tiếng Macedonia |
| Luganda            | Luganda                   | ŋaaŋa                  | [ŋɑːŋɑ]       | 'chim mỏ sừng'                           |                                                                                          |
| Mã Lai             | Mã Lai                    | bangun                 | [bäŋon]       | 'thức dậy'                               |                                                                                          |
| Malayalam          | Malayalam                 | മാങ്ങ                    | [maːŋŋɐ]      | 'xoài'                                   |                                                                                          |
| Māori              | Māori                     | ngā                    | [ŋaː]         | mạo từ xác định                          |                                                                                          |
| Marathi            | Marathi                   | संगणक                   | [səŋɡəɳək]    | 'máy tính'                               | Xem âm vị học tiếng Marathi                                                              |
| Mari               | Mari                      | еҥ                     | [jeŋ]         | 'người'                                  |                                                                                          |
| Nganasan           | Nganasan                  | ӈаӈ                    | [ŋaŋ]         | 'miệng'                                  |                                                                                          |
| Nivkh              | Nivkh                     | ңамг                   | [ŋamɡ]        | 'bảy'                                    |                                                                                          |
| Bắc Frisia         | Mooring                   | kåchelng               | [ˈkɔxəlŋ]     | 'cái lò'                                 |                                                                                          |
| Na Uy              | Na Uy                     | gang                   | [ɡɑŋ]         | 'hành lang'                              | Xem âm vị học tiếng Na Uy                                                                |
| Punjab             | Punjab                    | ਵੰਙ                     | [vəŋ]         | 'vòng đeo'                               |                                                                                          |
| Ba Tư              | Ba Tư                     | رنگ'                   | [ræːŋɡ]       | 'màu'                                    | Xem âm vị học tiếng Ba Tư                                                                |
| Pipil              | Pipil                     | nemanha                | [nemaŋa]      | 'sau đó'                                 |                                                                                          |
| Ba Lan             | Ba Lan                    | bank                   | [bäŋk]        | 'ngân hàng'                              | Tha âm của /n/ trước /k, ɡ, x/; trước /kʲ, ɡʲ/. Xem âm vị học tiếng Ba Lan               |
| Bồ Đào Nha         | Brasil                    | manga                  | [ˈmɐ̃ŋɡɐ]      | 'xoài'                                   | Tha âm của /n/ trước /ɡ/ của /k/.                                                        |
| Occitan            | Provençal                 | vin                    | [viŋ]         | 'rượu vang'                              |                                                                                          |
| Rapanui            | Rapanui                   | hanga                  | [haŋa]        | 'vịnh'                                   | Đôi khi viết là ⟨g⟩                                                                      |
| România            | Țara Moților Transylvania | câine                  | [kɨŋi]        | 'chó'                                    | Tương ứng với [n] trong tiếng România chuẩn. Xem âm vị học tiếng Romania                 |
| Serbia-Croatia     | Serbia-Croatia            | станка / stanka        | [stâːŋka]     | 'dừng'                                   | Tha âm của /n/ trước /k, ɡ/.                                                             |
| Seri               | Seri                      | comcáac                | [koŋˈkaak]    | 'người Seri'                             |                                                                                          |
| Shona              | Shona                     | nanga                  | [ŋaŋɡa]       | 'thầy lang chuyên yểm bùa'               |                                                                                          |
| Slovene            | Slovene                   | tank                   | [taŋk]        | 'xe tăng'                                |                                                                                          |
| Tây Ban Nha        | Tây Ban Nha               | domingo                | [d̪o̞ˈmĩŋɡo̞]    | 'Chủ Nhật'                               | Tha âm của /n/. Xem âm vị học tiếng Tây Ban Nha                                          |
| Swahili            | Swahili                   | ngombe                 | [ŋɔmbɛ]       | 'con bò'                                 |                                                                                          |
| Thụy Điển          | Thụy Điển                 | ingenting              | [ɪŋɛnˈtʰɪŋ]   | 'không có gì'                            |                                                                                          |
| Tamil              | Tamil                     | இங்கே                    | [iŋeː]        | 'ở đây'                                  |                                                                                          |
| Thái               | Thái                      | 'งาน                   | [ŋaːn]        | 'làm việc'                               |                                                                                          |
| Tuamotu            | Tuamotu                   | 'rangi/ragi'           | [ŋaːn]        | 'bầu trời'                               |                                                                                          |
| Nenets lãnh nguyên | Nenets lãnh nguyên        | 'ӈэва                  | [ŋæewa]       | 'đầu'                                    |                                                                                          |
| Thổ Nhĩ Kỳ         | Thổ Nhĩ Kỳ                | Ankara                 | [ˈaŋkaɾa]     | 'Ankara'                                 | Tha âm của /n/ trước /k/ và /ɡ/. Xem âm vị học tiếng Thổ Nhĩ Kỳ                          |
| Turkmen            | Turkmen                   | müň                    | [myŋ]         | 'nghìn'                                  |                                                                                          |
| Uzbek              | Uzbek                     | ming                   | [miŋ]         | 'nghìn'                                  |                                                                                          |
| Venetia            | Venetia                   | man                    | [maŋ]         | 'bàn tay'                                |                                                                                          |
| Việt               | Việt                      | ngà                    | [ŋaː˨˩]       | 'ngà'                                    | Xem âm vị học tiếng Việt                                                                 |
| Wales              | Wales                     | rhwng                  | [r̥ʊŋ]         | 'giữa'                                   |                                                                                          |
| Tây Frisia         | Tây Frisia                | kening                 | [ˈkeːnɪŋ]     | 'vua'                                    |                                                                                          |
| Lô Lô              | Lô Lô                     | ꉢ/nga                 | [ŋa˧]         | 'tôi'                                    |                                                                                          |
| Yup'ik             | Yup'ik                    | ungungssiq             | [uŋuŋssiq]    | 'động vật'                               |                                                                                          |
| Zapotec            | Tilquiapan                | yan                    | [jaŋ]         | 'cổ'                                     | Tha âm của /n/                                                                           |